# Cyrielle Convert
Cyrielle Convert (ur. 5 grudnia 1985) – francuska kolarka BMX, srebrna medalistka mistrzostw świata.

## Kariera
Największy sukces w karierze Cyrielle Convert osiągnęła w 2004 roku, kiedy zdobyła srebrny medal w kategorii elite podczas mistrzostw świata w Valkenswaard. W zawodach tych wyprzedziła ją jedynie María Gabriela Díaz z Argentyny, a trzecie miejsce zajęła Alice Jung z USA. Był to jedyny medal wywalczony przez Convert na seniorskiej imprezie tej rangi. Francuzka dwukrotnie była blisko podium: zarówno w wyścigu elite jak i w cruiserze była czwarta na mistrzostwach świata w Victorii. Ponadto w kategorii juniorów była druga podczas mistrzostw świata w Paulinii w 2002 roku i trzecia na rozgrywanych rok później mistrzostwach w Perth. Nigdy nie wystąpiła na igrzyskach olimpijskich.